# 茂原昇天教会
茂原昇天教会（もばらしょうてんきょうかい）は、千葉県茂原市の教会堂。
1897年（明治30年）、当地にキリスト教の伝道が始められた。当初は一般住宅に講義所が開かれていたが、1925年（大正14年）に仮聖堂と牧師館が建設された。1933年（昭和8年）に現在の新聖堂が完成し、1941年（昭和16年）に茂原昇天教会と改称した。
下見板コロニアル風の木造平屋建単廊式の礼拝堂であり、平面図は輪郭が十字形を描く。ハーフティンバー風の身廊部正面の切妻とトスカナ式の柱によって支持された玄関が、端正な正面を造っている。
国の登録有形文化財建造物である。